# 복위
복위(伏位, Prone position) 또는 복와위(伏臥位)는 사람이 취할 수 있는 자세의 일종으로, 가슴을 아래쪽으로 하고 등을 위쪽으로 하여 엎드리는 자세, 즉 해부학적으로 배쪽이 아래, 등쪽이 위인 자세를 의미한다. 이러한 자세에서는 손바닥이 위쪽을 향하게 되며, 아래팔의 자뼈와 노뼈가 서로 교차하게 된다.

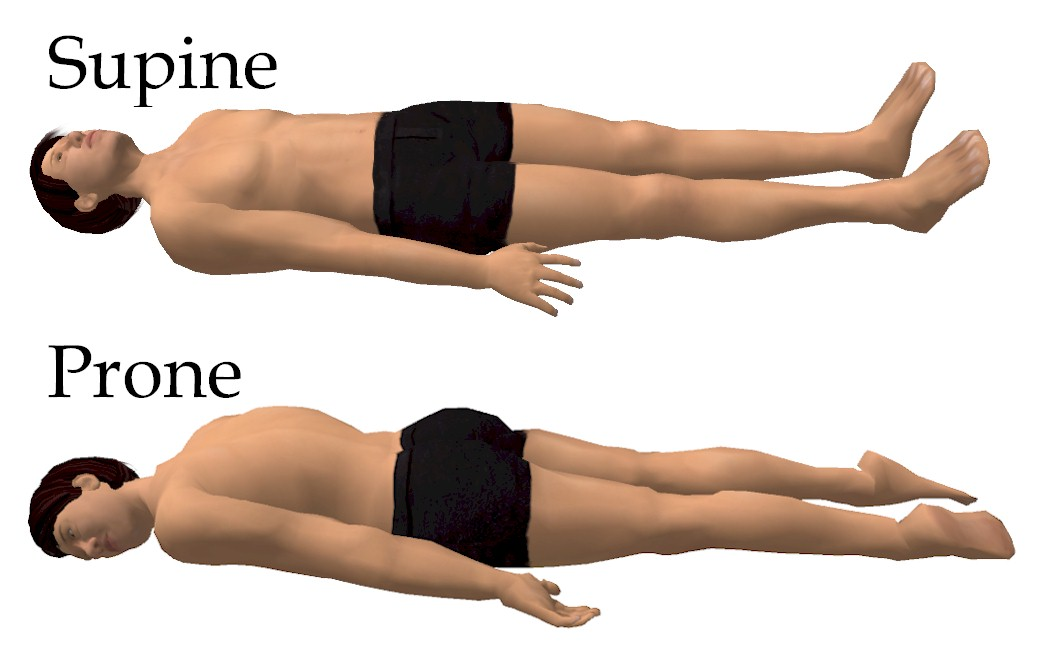
앙와위(supine)와 복위(prone) 자세를 취하고 있는 모형

## 질병과의 연관성
일부 질병에서 복위 체위의 유지가 치료에 도움을 줄 수 있다. 급성호흡곤란증후군(ARDS)에서 복위 유지는 환기-관류 불균형 개선 및 폐용적 증가 등의 기전으로 폐의 산소화를 호전시킨다.

## 같이 보기
- 앙와위
- 측위
- 체위
- 해부학적 자세